# Hilary Rhoda
Hilary Rhoda (ur. 6 kwietnia 1987 w Chevy Chase) – amerykańska modelka. 

## Życiorys
Swoją popularność zyskała głównie dzięki pracy dla koncernu kosmetycznego Estée Lauder. Jest znana również dzięki udziałowi w kampaniach reklamowych Sports Illustrated Swimsuit Issue, w których występowała w latach 2009, 2010 i 2011.
Hilary Rhoda uczestniczyła w kampaniach reklamowych takich marek jak: Balenciaga, Valentino, Belstaff, Dolce & Gabbana, Givenchy, Donna Karan, Gucci, Gap Inc., Dsquared2, Shiatzy Chen, Blumarine, Neiman Marcus Ralph Lauren czy Victoria’s Secret. Na wybiegu prezentowała kolekcje, m.in.: Givenchy, Chanel, Jeana-Paula Gaultiera, Ralpha Laurena i Christiana Lacroix.
Pojawiała się na okładkach takich pism jak Vogue, Harper’s Bazaar, Time, Numéro i W. W maju 2007 r. została wyróżniona przez amerykańską edycję czasopisma Vogue tytułem „World's Next Top Models”. Wraz z nią wyróżnienia dostąpiły Doutzen Kroes, Caroline Trentini, Raquel Zimmermann, Sasza Piwowarowa, Agyness Deyn, Coco Rocha, Jessica Stam, Chanel Iman i Lily Donaldson.
Forbes umieścił ją na dwunastej pozycji wśród najlepiej zarabiających modelek.